# Кирилюк, Василий Константинович
Василий Константинович Кирилюк (род. 1928, теперь Винницкая область — † 1996) — советский военный деятель, генерал-полковник, начальник штаба Гражданской обороны Украинской ССР. Депутат Верховного Совета УССР 11-го созыва. Депутат Верховного Совета Азербайджанской ССР 9-10-го созывов. Член ЦК КП Азербайджана.

## Биография
Родился в семье крестьянина.
В 1944 — 1949 г. — колхозник, агроном, председатель колхоза в Винницкой области.
Член ВКП(б) с 1948 года.
В 1949 — 1950 г. — 1-й секретарь Дашивского районного комитета ЛКСМУ Винницкой области.
С 1950 года служил в Советской армии.
В 1952 году окончил Бакинское пехотное училище.
В 1959 — 1963 г. — командир 7-й роты Северо-Кавказского суворовского военного училища.
Окончил Военную академию имени Фрунзе и Военную академию Генерального штаба Вооруженных сил СССР.
Был начальником штаба полка, командиром полка, начальником оперативного отдела армии Прикарпатского военного округа, командиром 100-й учебной дивизии Закавказского военного округа, с июля 1973 года — начальником штаба — первым заместителем командующего 4-й общевойсковой армии Закавказского военного округа (город Баку).
В мае 1974 — ноябре 1978 г. — командующий 4-й общевойсковой армией Закавказского военного округа.
В ноябре 1978 — феврале 1984 г. — начальник штаба — 1-й заместитель командующего войсками Краснознаменного Закавказского военного округа.
В феврале 1984 — 1986 г. — начальник штаба — заместитель начальника Гражданской обороны Украинской ССР.
Затем — в отставке.

## Звание
- генерал-майор (15.12.1972)
- генерал-лейтенант (25.04.1975)
- генерал-полковник (17.02.1982)

## Награды
- ордена
- медали